# 陈列平
陈列平（1960年—），男，福建福州人，美籍华裔免疫学家，肿瘤免疫疗法先驱，第一发现人，中央研究院院士。现担任耶鲁大学医学院癌症研究讲席教授。

## 生平
1982年本科毕业于福建医学院（现为福建医科大学）。1986年获得北京协和医学院硕士学位。硕士毕业后赴美国哈尼曼大学医院（现为德雷塞尔大学医学院）病理系攻读博士学位，导师是E. F. Wheelock。他与复旦-中植科学奖、2018年诺贝尔生理学或医学奖等奖项失之交臂，引起了一些中國民族主義者对诺贝尔奖评委会的争议，因其在肿瘤免疫领域做出了突出原创性贡献而被忽视。

### 採訪
陈列平接受《Nature》采访时表示，2018年诺贝尔生理学或医学奖的逻辑混乱：首先CTLA-4并不是詹姆斯-艾利森发现的，而是皮埃尔·戈德斯坦（Pierre Goldstein）发现的，而CTLA-4的抑制作用也是加州大学旧金山分校的免疫学家、帕克癌症治疗研究所（Parker Institute for Cancer Immunotherapy）CEO杰夫·布鲁斯通（Jeff Bluestone）发现的，艾利森只是首次将其作用联到癌症治疗方面；而本庶佑虽然发现了PD-1，但是机制并不是他发现的，肿瘤治疗更是与他无关。。陈列平也表示，获奖的两位科学家在工作宣传方面比他高出很多。

## 荣誉
- 2014年 纽约癌症研究所威廉·科利獎[6]
- 2015年 美国华裔血液及肿瘤专家终身成就奖
- 2016年 中国旅美科技协会卓越创新领袖奖
- 2016年 美国免疫学家协会AAI-Steinman奖
- 2017年 中国生物物理学会贝时璋奖
- 2017年 博鳌亚洲论坛生物医学奖
- 2017年 美洲华人生物学会主席奖
- 2017年 第六届中国·棒棰岛肿瘤前沿论坛“孙思邈肿瘤研究与治疗杰出贡献奖”[7]
- 2017年 Warren Alpert基金会奖（英语：Warren Alpert Foundation Prize）
- 2018年 美国CST生物技术公司创新与转化研究奖
- 2018年 美国临床与转化医学学会团队研究奖
- 2018年 第七届“中国侨界贡献奖”一等奖[8]
- World Affairs Council 2018年名人奖[9]
- 2018年 OncLive癌症医疗巨人奖
- 2018年 中国生物医药协会杰出贡献奖
- 2018年 美国癌症转移研究学会Kurt Hellman（英语：Kurt Hellmann）奖